# رولز-رویس کنترلز اند دیتا سرویسز
رولز-رویس کنترلز اند دیتا سرویسز (انگلیسی: Rolls-Royce Controls and Data Services) شرکت هوافضای بریتانیایی است، که در سال ۱۹۳۸ تأسیس شد و هم‌اکنون زیرمجموعه‌ای از شرکت رولز-رویس هلدینگز می‌باشد.